# Fluda dauca
Espèce
Fluda dauca est une espèce d'araignées aranéomorphes de la famille des Salticidae.

## Distribution
Cette espèce est endémique de Bolivie. Elle se rencontre dans les départements de Cochabamba et de Santa Cruz.

## Description
Le mâle holotype mesure 3,30 mm et la femelle paratype 3,54 mm.
Cette araignée est myrmécomorphe.

## Systématique et taxinomie
Cette espèce a été décrite par Perger et Rubio en 2023.

## Publication originale
- Perger & Rubio, 2023 : « Two new species of the ant-like spider genus Fluda Peckham & Peckham, 1892 from Bolivia with first reports of potential ant models for the genus and a novelant-resembling behavior (Araneae: Salticidae, Simonellini). » Zootaxa, no 5256(1), p. 63-76.